# Marthe Kristoffersen
Marthe Kristoffersen (Tromsø, 11 agosto 1989) è un'ex fondista norvegese.

## Biografia
In Coppa del Mondo ha esordito il 24 novembre 2007 nella 10 km a tecnica libera di Beitostølen (19ª) e ha ottenuto la prima vittoria, nonché primo podio, il 23 novembre 2008 nella staffetta di Gällivare.
In carriera ha preso parte a un'edizione dei Giochi olimpici invernali, Vancouver 2010 (48ª nella 10 km, 20ª nella 30 km) e a due dei Campionati mondiali (miglior piazzamento: 4ª nella staffetta a Liberec 2009).

## Palmarès

### Mondiali juniores
- 3 medaglie:
  - 2 ori (staffetta a Malles Venosta 2008; staffetta a Praz de Lys - Sommand 2009)
  - 1 argento (5 km a Tarvisio 2007)

### Coppa del Mondo
- Miglior piazzamento in classifica generale: 6ª nel 2012
- 5 podi (1 individuale, 4 a squadre):
  - 2 vittorie (a squadre)
  - 1 secondo posto (a squadre)
  - 2 terzi posti (1 individuale, 1 a squadre)

#### Coppa del Mondo - vittorie
| Data             | Luogo     | Paese     | Disciplina                                                          |
| ---------------- | --------- | --------- | ------------------------------------------------------------------- |
| 23 novembre 2008 | Gällivare | Svezia    | 4x5 km (con Marit Bjørgen, Therese Johaug e Kristin Størmer Steira) |
| 7 marzo 2010     | Lahti     | Finlandia | 4x5 km (con Therese Johaug, Kristin Størmer Steira e Marit Bjørgen) |

Legenda:

TC = tecnica classica

TL = tecnica libera

#### Coppa del Mondo - competizioni intermedie
- 4 podi di tappa:
  - 4 terzi posti